# Mitsubishi Typ 87
Mitsubishi Typ 87 (jap. 八七式軽爆撃機, 2MB1) – japoński lekki bombowiec wytwórni Mitsubishi przeznaczony dla lotnictwa Cesarskiej Armii Japońskiej, zbudowany w latach 20. XX wieku.

## Historia

### Geneza
Lata 20. XX stulecia to okres rozbudowy i modernizacji japońskiego lotnictwa armii. Jednym z kierunków unowocześniania parku lotniczego było pozyskanie skutecznego bombowca mogącego na szczeblu taktycznym wspierać działania piechoty. Do lat 20. tego typu zadania wykonywały samoloty rozpoznawcze. Pierwszymi, które znalazły się na wyposażeniu lotnictwa armii były używane brytyjskie maszyny Sopwith 1½ Strutter. Niestety z racji stopnia zużycia ich walory nie były zbyt duże i używano ich głównie do celów szkoleniowych. Dużo większą karierę zrobił zakupiony we Francji w liczbie 80 egzemplarzy, samolot Salmson 2A2. Jego licencyjną produkcję rozpoczęły zakłady Kawasaki i warsztaty lotnicze Armii w Tokorozawa. Maszyna używana w Japonii pod skrótową nazwą Otsu 1 cieszyła się ogromną popularnością. Wyprodukowano 930 egzemplarzy. Samolot był łatwy w pilotażu i lubiany przez załogi. Wykorzystywano go do zadań rozpoznawczych, łącznikowych, przechwytywania i zrzucania meldunków, stawiania zasłony dymnej oraz do bombardowań. Niestety, w tej ostatniej roli z racji niewielkiego wagomiaru przenoszonych bomb jego skuteczność była zbyt mała jak na wymagania armii. W zaistniałej sytuacji na początku 1925 roku Biuro ds. Lotnictwa Armii (Rikugun Kōkūbu) ogłosiło wymagania na całkowicie nowy typ samolotu: lekkiego bombowca zdolnego do przenoszenia ładunku bomb oraz do ostrzeliwania celów naziemnych. Maszyna swoimi osiągami miała przewyższać Otsu 1, być zdolna do przenoszenia bomb dużych wagomiarów i uzbrojona w stałe karabiny maszynowe. Ofertę skierowano do trzech firm: Nakajima, Kawasaki i Mitsubishi. Niezależnie od wytwórni lotnictwo Armii podjęło próbę zbudowania samolotu własnymi siłami.

### Projekt
Mitsubishi zaproponowało lotnictwu Armii dwa projekty. Pierwszym z nich była opracowana od podstaw nowa konstrukcja oznaczona jako 2MB2. Drugim był specjalnie w tym celu zaadaptowanym morskim, pokładowym samolotem bombowo-torpedowym Typ 13 (oznaczenie fabryczne 2MT1). Zmodernizowaną wersję oznaczono jako 2MB1. W samolocie zmieniono silnik – Napier Lion zastąpiono jednostką Mitsubishi Hispano-Suiza. Uproszczono konstrukcję skrzydeł rezygnując z ich składania, które podczas hangarowania na pokładzie lotniskowca było jak najbardziej potrzebne, jednak lotnictwu Armii zupełnie zbędne. Górny płat otrzymał zerowy wznios. Przebudowano kadłub ograniczając załogę z trzech do dwóch członków. Pomiędzy marcem 1927 roku a marcem 1928 roku wybudowano cztery egzemplarze prototypowe. Samolot okazał się być konstrukcją solidną i prostą, łatwą w pilotażu i z bardzo dobrymi właściwościami lotnymi. Jego osiągi nie były już wówczas zbyt duże, ale pozostałe zalety wystarczyły, aby Główne Biuro ds. Lotnictwa Armii (Rikugun Kōkū Honbu), bo tak od maja 1925 roku nazwane zostało Biuro ds. Lotnictwa Armii, zamówiło egzemplarze seryjne samolotu. Maszyna otrzymała oficjalną nazwę Lekki Samolot Bombowy Typ 87 (Hachi-Nana-Shiki Keibakugekiki).

## Konstrukcja
Typ 87 był dwupłatowym, zastrzałowym samolotem o konstrukcji całkowicie drewnianej. Stałe dwukołowe podwozie z płozą ogonową. Skrzydła kryte płótnem. Górny płat wsparty na dolnym sześcioma parami pojedynczych zastrzałów z naciągami wykonanymi z drutów. Na górnym i dolnym płacie lotki. Dwuosobowa załoga z miejscami w układzie tandem w otwartych kabinach. 12-cylindrowy, chłodzony wodą, rzędowy silnik w układzie V Mitsubishi Hispano-Suiza napędzający dwułopatowe, metalowe śmigło.

## Uzbrojenie
Samolot uzbrojony był w cztery karabiny maszynowe Vickers kalibru 7,7 mm. Dwa z nich zainstalowano na stałe z przodu górnej części kadłuba, strzelały na wprost poprzez śmigło. Dwa ruchome strzelały do tyłu w górę i do tyłu w dół, a obsługiwał je tylny strzelec. Maszyna mogła przenosić maksymalnie 500 kg bomb podwieszanych pod kadłubem i dolnym płatem.

## Służba
Pierwsze samoloty Typ 87 trafiły do dwóch eskadr (Chūtai) 7. Pułku Lotniczego (Hikō Rentai) stacjonującego w Hamamatsu w grudniu 1927 roku i był to pierwszy utworzony pułk bombowy w strukturach lotnictwa Armii. Część maszyn trafiło do szkolenia w bazach w Hamamatsu i Kakamigahara. Samoloty brały udział w walkach na terenie Mandżurii podczas tzw. incydentu mukdeńskiego oraz podczas całego okresu walk chińsko-japońskich o opanowanie Mandżurii. W 1934 roku maszyny zaczęto wycofywać z jednostek bojowych, zastępując je samolotami Mitsubishi Ki-2.